# Brigitte Merlano
Brigitte Merlano Pájaro (née le 29 avril 1982 à Barranquilla) est une athlète colombienne, spécialiste du 100 mètres haies.

## Biographie
En juin 2011, Brigitte Merlano remporte l'or sur 100 mètres haies aux Championnats d'Amérique du Sud en 13 s 07, devant la Brésilienne Maíla Paula Machado et une autre Colombienne Marcela Flórez.

## Palmarès
| Date | Compétition                                      | Lieu                 | Résultat | Épreuve     | Temps   |
| ---- | ------------------------------------------------ | -------------------- | -------- | ----------- | ------- |
| 2001 | Championnats panaméricains juniors               | Santa Fe             | 2e       | 100 m haies | 14 s 65 |
| 2006 | Championnats ibéro-américains                    | Ponce                | 4e       | 100 m haies | 13 s 52 |
| 2007 | Championnats d'Amérique du Sud                   | São Paulo            | 1re      | 100 m haies | 13 s 27 |
| 2007 | Championnats d'Amérique du Sud                   | São Paulo            | 2e       | 4 x 100 m   | 44 s 68 |
| 2008 | Championnats ibéro-américains                    | Iquique              | 2e       | 100 m haies | 13 s 60 |
| 2008 | Championnats d'Amérique centrale et des Caraïbes | Cali                 | 5e       | 100 m haies | 13 s 22 |
| 2009 | Championnats d'Amérique centrale et des Caraïbes | La Havane            | 4e       | 100 m haies | 13 s 21 |
| 2009 | Championnats d'Amérique du Sud                   | Lima                 | 1re      | 100 m haies | 13 s 22 |
| 2010 | Championnats ibéro-américains                    | San Fernando         | 2e       | 100 m haies | 13 s 10 |
| 2010 | Jeux d'Amérique centrale et des Caraïbes         | Mayagüez             | 4e       | 100 m haies | 13 s 21 |
| 2011 | Championnats d'Amérique du Sud                   | Buenos Aires         | 1re      | 100 m haies | 13 s 07 |
| 2011 | Championnats d'Amérique centrale et des Caraïbes | Mayagüez             | 2e       | 100 m haies | 12 s 89 |
| 2011 | Jeux panaméricains                               | Guadalajara          | 4e       | 100 m haies | 13 s 10 |
| 2013 | Championnats d'Amérique du Sud                   | Carthagène des Indes | 2e       | 100 m haies | 13 s 20 |
| 2015 | Championnats d'Amérique du Sud                   | Lima                 | 2e       | 100 m haies | 13 s 43 |
| 2016 | Championnats ibéro-américains                    | Rio de Janeiro       | 3e       | 100 m haies | 13 s 06 |
| 2018 | Jeux d'Amérique centrale et des Caraïbes         | Barranquilla         | 5e       | 100 m haies | 13 s 24 |

### Records
| Épreuve          | Performance | Lieu     | Date            |
| ---------------- | ----------- | -------- | --------------- |
| 100 mètres haies | 12 s 89     | Mayagüez | 17 juillet 2011 |